# Louis de Bernières
Louis de Bernières (London, 1954. december 8. –) angol regényíró. Corelli kapitány mandolinja című 1994-es regényével vált híressé, mellyel elnyerte a Brit Nemzetközösség országainak írói legjobb könyvért járó díját (Commonwealth Writers Prize for Best Book). Ezt a könyvét több mint 11 nyelvre fordították le. Louis de Bernières-t 1993-ban, a 20 legjobb fiatal angol regényíró közé választották.

## Életrajza
1954. december 8-án született, Londonban, ahol manapság is él. Miután tizennyolc éves korában befejezte az iskolát, belépett a sandhursti brit haderő tisztkiképző egyetemére, de négy hónap szolgálat után kilépett. A manchesteri Victoria University-n szerezte érettségijét, diplomáját a University of Londonon.
Még mielőtt teljes munkakörű író lett volna, többféle állást kipróbált. Dolgozott mint autószerelő, motorbiciklis hírnök és mint kertész is. Kolumbiában angolt tanított. Ez az élmény meghatározó szerepet játszott az első három könyve stílusában és tartalmában (The War of Don Emmanuel's Nether Parts (1990), Señor Vivo and the Coca Lord (1991) és The Troublesome Offspring of Cardinal Guzman (1992)). Ezen könyveket befolyásolta a dél-amerikai irodalom, különösképpen a „mágikus realizmus”.
Louis de Bernières-t, 1993-ban, a 20 legjobb fiatal angol regényíró közé választották. A Corelli kapitány mandolinja, ami a negyedik regénye, az ez után következő évben jelent meg. Ezzel a könyvvel elnyerte a Brit Nemzetközösség országainak írói legjobb könyvért járó díját. Világszerte bestselleré lett és legalább 11 nyelvre fordították le. A könyvet megfilmesítették, Louis de Bernières nem túlzott lelkesedésére. Ezt 2001-ben láthatta a nagyközönség. A regényt színpadra is vitték. A Red Dog című könyve 2001-ben jelent meg. Ezt a novellagyűjteményt egy kutya szobra inspirálta, melyet néhány évvel korábban, Ausztráliában látott meg. A könyvből később film is készült.
Louis de Bernières írta a Jób Könyvéhez tartozó előszót. Ez a könyvsorozat a Biblia könyveit egyénileg adja ki a Canongate Press kiadó által (1998). A Sunday Morning at the Centre of the World című színjátékát, ami London délnyugati részében játszódik, a BBC Rádió 4 1999-ben adta le és 2001-ben jelent meg könyv formájában. Különböző újságok és magazinok rendszeresen közlik rövid történeteit és novelláit. A legutolsó regénye, a Birds Without Wings című könyve, 2004-ben jelent meg, mellyel a 2005-ös Commonwealth Writers Prize (Eurázsiai régió, legjobb könyv) díjára nevezték.

## Díjai
- 1991 Commonwealth Writers Prize (Eurázsiai régió, legjobb könyv) The War of Don Emmanuel's Nether Parts
- 1992 Commonwealth Writers Prize (Eurázsiai régió, legjobb könyv) Señor Vivo and the Coca Lord
- 1994 Sunday Express Book of the Year (jelölés) Captain Corelli's Mandolin
- 1995 Commonwealth Writers Prize (Teljes nyertes, legjobb könyv) Corelli kapitány mandolinja
- 1995 Lannan Literary Award (Fiction)
- 1997 British Book Awards Author of the Year
- 2004 Whitbread Novel Award (shortlist) Birds Without Wings
- 2005 Commonwealth Writers Prize (Eurázsiai régió, legjobb könyv) (shortlist) Birds Without Wings

## Bibliográfia
- 1990 – The War of Don Emmanuel's Nether Parts (Don Emmanuel háborúja – avagy dél-amerikai exodus) Secker & Warburg, 1990
- 1991 – Señor Vivo and the Coca Lord Secker & Warburg, 1991
- 1992 – The Troublesome Offspring of Cardinal Guzman Secker & Warburg, 1992
- 1994 – Captain Corelli's Mandolin (Corelli kapitány mandolinja) Secker & Warburg, 1994
- 1997 – Labels One Horse Press, 1997
- 1998 – The Book of Job (introduction) (Jób könyve; előszó) Canongate Press, 1998
- 2001 – Red Dog Secker & Warburg, 2001
- 2001 – Sunday Morning at the Centre of the World Vintage, 2001

## Magyarul
- Corelli kapitány mandolinja, ford. Hajnal Péter, Helikon, Budapest, 1998
- Don Emmanuel háborúja, avagy Dél-amerikai exodus, ford. Kovács Kristóf, Tericum, Budapest, 2006
- Senor Vivo és a kokainbáró, ford. Kovács Kristóf, Tericum, Budapest, 2007